# Lomographa marginata
Lomographa marginata là một loài bướm đêm trong họ Geometridae.